# Jai Courtney
Jai Stephen Courtney (Sydney, 15 marzo 1986) è un attore australiano.

## Biografia
Nato e cresciuto nella Sydney nord-occidentale, suo padre, Chris, ha lavorato per un'azienda statale di energia elettrica, e la madre, Karen, ha insegnato presso la scuola elementare che ha frequentato da piccolo. Si diploma presso la Western Australian Academy of Performing Arts (WAAPA), dove studia recitazione e dove prende parte a diverse produzioni teatrali.
Debutta nel 2005 partecipando al cortometraggio Boys Grammar, in seguito prende parte ad alcuni episodi delle serie televisive australiane All Saints e Packed to the Rafters. Nel 2009 è tra gli interpreti del film Stone Bros.
Nel 2010 Courtney diventa popolare grazie al ruolo del gladiatore Varro nella prima stagione di Spartacus, intitolata Spartacus - Sangue e sabbia. Grazie alla popolarità acquisita inizia a lavorare per Hollywood, recita al fianco di Tom Cruise in Jack Reacher - La prova decisiva e interpreta John McClane Jr. figlio di John McClane (interpretato da Bruce Willis), nel quinto film della serie Die Hard, intitolato Die Hard - Un buongiorno per morire.
Nel 2014 interpreta il ruolo di Eric nel primo capitolo della saga Divergent scritta da Veronica Roth. Nel 2015 riprende il ruolo nel secondo capitolo della saga Insurgent e interpreta il ruolo di Kyle Reese nel film Terminator Genisys.
Nel 2016 interpreta Digger Harkness, alias Capitan Boomerang nel film Suicide Squad del DC Extended Universe, ruolo che riprende cinque anni dopo nel seguito The Suicide Squad - Missione suicida.

## Filmografia parziale

### Cinema
- Stone Bros., regia di Richard Frankland (2009)
- Jack Reacher - La prova decisiva (Jack Reacher), regia di Christopher McQuarrie (2012)
- Die Hard - Un buon giorno per morire (A Good Day to Die Hard), regia di John Moore (2013)
- Felony, regia di Matthew Saville (2013)
- I, Frankenstein, regia di Stuart Beattie (2014)
- Divergent, regia di Neil Burger (2014)
- Unbroken, regia di Angelina Jolie (2014)
- The Water Diviner, regia di Russell Crowe (2014)
- The Divergent Series: Insurgent, regia di Robert Schwentke (2015)
- Terminator Genisys, regia di Alan Taylor (2015)
- Man Down, regia di Dito Montiel (2015)
- Suicide Squad, regia di David Ayer (2016)
- L'amore oltre la guerra (The Exception), regia di David Leveaux (2016)
- Storm Boy - Il ragazzo che sapeva volare (Storm Boy), regia di Shawn Seet (2019)
- Alita - Angelo della battaglia (Alita: Battle Angel), regia di Robert Rodriguez (2019)
- Semper Fi - Fratelli in armi (Semper Fi), regia di Henry Alex Rubin (2019)
- Honest Thief, regia di Mark Williams (2020)
- Jolt - Rabbia assassina (Jolt), regia di Tanya Wexler (2021)
- The Suicide Squad - Missione suicida (The Suicide Squad), regia di James Gunn (2021)

### Televisione
- All Saints – serie TV, 2 episodi (2008)
- Packed to the Rafters – serie TV, 2 episodi (2008-2009)
- Spartacus - Sangue e sabbia (Spartacus: Blood and Sand) – serie TV, 10 episodi (2010)
- Wet Hot American Summer: Ten Years Later – serie TV, 4 episodi (2017)
- Stateless – serie TV, 6 episodi (2020)
- The Terminal List - serie TV, (2022-)
- Caleidoscopio (Kaleidoscope) - serie TV, (2023)
- American Primeval - miniserie TV, 6 puntate (2025)

## Doppiatori italiani
Nelle versioni in italiano delle opere in cui ha recitato, Jai Courtney è stato doppiato da:
- Massimo Bitossi in Jack Reacher - La prova decisiva, Divergent, The Divergent Series: Insurgent, Wet Hot American Summer: Ten Years Later, Honest Thief
- Francesco De Francesco in Suicide Squad, L'amore oltre la guerra, Stateless, The Suicide Squad - Missione Suicida
- Francesco Pezzulli in Die Hard - Un buon giorno per morire, The Water Diviner
- Francesco Bulckaen in Spartacus - Sangue e sabbia
- Patrizio Prata in Felony
- Giorgio Borghetti in I, Frankenstein
- Massimo De Ambrosis in Unbroken
- Carlo Scipioni in Terminator Genisys
- Andrea Mete in Storm Boy - Il ragazzo che sapeva volare
- Marco Giansante in Alita - Angelo della battaglia
- Walter Rivetti in Semper Fi - Fratelli in armi
- Paolo Vivio in The Terminal List
- Riccardo Scarafoni in Caleidoscopio
- Simone Mori in American Primeval
- Alessandro Quarta in Dangerous Animals